# Anatolie Corovai
Anatolie Corovai, także Anatolie Korovai (ur. 23 stycznia 1975 w Winnicy) – mołdawski strzelec, wielokrotny mistrz świata juniorów i medalista mistrzostw Europy juniorów.

## Kariera sportowa
Corovai 6 razy stanął na podium mistrzostw świata juniorów. Dokonał tego na zawodach w 1994 roku. W pistolecie sportowym z 25 m i pistolecie dowolnym z 50 m został indywidualnym i drużynowym mistrzem świata juniorów. Złoto wywalczył także w drużynowym strzelaniu z pistoletu standardowego z 25 m (we wszystkich konkurencjach drużynowych Mołdawię reprezentowali: Anatolie Corovai, Alexandru Corovai i Viktor Vierou). Jedyne srebro osiągnął w indywidualnym strzelaniu z pistoletu pneumatycznego z 10 m. 
Na mistrzostwach Europy juniorów przynajmniej raz stanął na podium, zostając w 1993 roku indywidualnym wicemistrzem kontynentu w pistolecie dowolnym z 50 m. Uczestniczył w seniorskich mistrzostwach świata i Europy, jednak bez zdobyczy medalowych (najwyższe miejsce – 10. lokata w pistolecie pneumatycznym z 10 m podczas mistrzostw Europy w 2001 roku). Wielokrotnie startował w Pucharze Świata, w którym najlepsze miejsce zajął w 2000 roku w Mediolanie – ukończył wówczas zawody na 5. miejscu, tracąc do podium 2,1 punktu.

## Wyniki

### Medale mistrzostw świata juniorów
Opracowano na podstawie materiałów źródłowych:
| Mistrzostwa   | Konkurencja                       | Wynik             | Miejsce |
| ------------- | --------------------------------- | ----------------- | ------- |
| Mediolan 1994 | Pistolet dowolny, 50 m            | 555 pkt.          |         |
| Mediolan 1994 | Pistolet dowolny, 50 m, druż.     | 1630 pkt. (druż.) |         |
| Mediolan 1994 | Pistolet sportowy, 25 m           | 583 pkt.          |         |
| Mediolan 1994 | Pistolet sportowy, 25 m, druż.    | 1722 pkt. (druż.) |         |
| Mediolan 1994 | Pistolet standardowy, 25 m, druż. | 1637 pkt. (druż.) |         |
| Mediolan 1994 | Pistolet pneumatyczny, 10 m       | 571 pkt.          |         |

### Medale mistrzostw Europy juniorów
Opracowano na podstawie materiału źródłowego:
| Mistrzostwa | Konkurencja            | Wynik    | Miejsce |
| ----------- | ---------------------- | -------- | ------- |
| Brno 1993   | Pistolet dowolny, 50 m | 550 pkt. |         |